# 马庙镇 (怀宁县)
马庙镇，是中华人民共和国安徽省安庆市怀宁县下辖的一个乡镇级行政单位。

## 行政区划
马庙镇下辖以下地区：
合一社区、马庙社区、枫林社区、乐胜村、曹坦村、汪洋村、洪桥村、育儿村、严岭村、新安村、泥河村、郑河村、栗岗村、鹿苑村、南山村和磨塘村。